# Prvenstvo Jugoslavije (1935/1936)
Prvenstvo Jugoslavije (1935/1936) było 13. edycją najwyższej piłkarskiej klasy rozgrywkowej w Jugosławii. W rozgrywkach brało udział 14 zespołów, grając systemem pucharowym. Tytuł obroniła drużyna BSK Beograd. Tytuł króla strzelców zdobył Blagoje Marjanović, który w barwach klubu BSK Beograd strzelił 5 goli.

## 1/8 finału
- BSK Beograd – Radnički Kragujevac 4-1, 2-1
- Ilirija Lublana – Concordia Zagrzeb 3-0, 3-0[1]
- Krajišnik Banja Luka – Hajduk Split 3-0, 3-0[2]
- Slavija Sarajewo – Crnogorac Cetynia 2-1, 3-3
- Građanski Skopje – Građanski Nisz 4-0, 1-2
- NAK Novi Sad – ŽAK Velika Kikinda 3-3, 4-0
- Slavija Osijek – ŽAK Subotica 4-2, 1-0

## Ćwierćfinały
- Ilirija Lublana – Krajišnik Banja Luka 4-1, 3-1
- Slavija Sarajewo – Građanski Skopje 10-1, 1-2
- NAK Novi Sad – Slavija Osijek 2-0, 4-0
- Zespół BSK Beograd otrzymał wolny los.

## Półfinały
- BSK Beograd – Ilirija Lublana 3-1, 3-1
- Slavija Sarajewo – NAK Novi Sad 3-1, 1-1

## Finał
- BSK Beograd – Slavija Sarajewo 0-0, 1-0

Zespół BSK Beograd zdobył mistrzostwo Jugosławii.